# 米尔扎-达乌德·侯赛因诺夫
米尔扎-达乌德·巴吉尔奥卢·侯赛因诺夫，（俄语：Мирза Давуд Багир оглы Гусейнов，1894年3月10日（格里历：3月22日）—1938年2月21日），阿塞拜疆人，苏联党和国家领导人。曾任阿塞拜疆共产党（布）中央第一书记，塔吉克共产党（布）中央第一书记等职。

## 生平
- 侯赛因诺夫的出生日期有多种记载，包括1888年，1893年3月和1894年3月等多种说法。通常认为他于1894年3月10日（格里历：3月22日）出生于沙俄巴库市。
- 1913年-1917年，莫斯科商业学院学习，肄业。
- 1918年11月，加入俄共（布）和穆斯林社会民主党。
- 1919年3月，穆斯林社会民主党组织部副部长，部长。俄共（布）高加索地区委员会委员。
- 1920年2月-1920年7月，阿塞拜疆共产党（布）中央委员会主席团主席。
- 1920年4月-1921年5月，阿塞拜疆苏维埃社会主义共和国财政人民委员。期间，1920年-1921年5月，阿塞拜疆革命委员会副主席。
- 1921年5月-12月，阿塞拜疆外交人民委员，最高经济会议主席。
- 1922年-1923年1月，俄罗斯苏维埃联邦社会主义共和国民族人民委员会副委员。
- 1923年1月-1929年11月，外高加索社会主义联邦苏维埃共和国财政人民委员。其间，1923年1月-7月，外高加索社会主义联邦苏维埃共和国外贸人民委员
- 1930年2月-1933年12月，塔吉克共产党（布）中央第一书记。
- 1934年-1937年，俄罗斯苏维埃联邦社会主义共和国教育人民委员会少数民族教育主任。
- 1937年大清洗达到了顶峰。6月，阿共（布）十三大召开。时任第一书记的巴吉罗夫在大会上批评侯赛因诺夫是“典型的资产阶级民族主义者”，“穆萨瓦特分子”。会后他被开除党籍并逮捕。
- 1937年12月7日，被判处死刑。斯大林，日丹诺夫和莫洛托夫均在判决书上签字。1938年4月21日于巴库被处决，终年44岁。
- 1958年平反。

侯赛因诺夫是联共（布）14,16大代表。